# コロトコフ音
コロトコフ音（英: Korotkoff sounds）とは、動脈をカフで締め付けたときに発生する血管音。血圧を測るのに使われる。血流が圧力をかけられた部分の動脈内で起こる乱流が、聴診器で聞き取れる音を発生する。1905年にロシア帝国の軍医、ニコライ・コロトコフ(Николай Сергеевич Коротков)が発見した。

## 概要
コロトコフ音を使った血圧測定法（コロトコフ法）は、血圧を測る標準的な方法である。聴診法とも呼ばれる。コロトコフ音とはカフと聴診器を組み合わせて、カフを締め付けた際に発生する血管音であり、この血管音を聴診器から聞き取ることにより、収縮期血圧（最高血圧）と拡張期血圧（最低血圧）を測定することができる。

## コロトコフ音の変化
コロトコフ音には、五つの相があり、動脈の血流を止めていたカフの圧力を次第に減らしたとき、脈拍に対応する音が次のような順番にあらわれる。
1. 血流が始まるときの音。このときの圧力が収縮期血圧である。
2. 血流の音が雑音のように聞こえる相。
3. 血流の音が大きい相。
4. 血流がかすかになる相。
5. 乱流がなくなって音が聞こえなくなる相。これが始まったときの圧力が拡張期血圧である。